# Mwanza
Mwanza – miasto w północno-zachodniej Tanzanii, nad Jeziorem Wiktorii, ośrodek administracyjny regionu Mwanza. Około 850 tys. mieszkańców. Drugie pod względem wielkości miasto kraju.

## Transport
W Mwanzie kończy bieg jedna z odnóg centralnej linii kolejowej. Na trasie prowadzony jest ruch pasażerski do Dar es Salaam.

## Miasta partnerskie
- Tampere, Finlandia
- Würzburg, Niemcy